# Sky Airline
Sky Airline (mã IATA = H2, mã ICAO = SKU) là hãng hàng không của Chile, trụ sở ở Santiago. Hãng có căn cứ ở Sân bay quốc tế Comodoro Arturo Merino Benítez.

## Lịch sử
Sky Airline được thành lập năm 2001 và bắt đầu hoạt động từ tháng 12 cùng năm. Hãng do Jurgen Paulmann (sáng lập viên) sở hữu 55% và Fernando Uauy (Giám đốc điều hành) 45%). Hãng hiện có các tuyến đường quốc nội cùng vài tuyến quốc tế trong vùng, và là hãng hàng không lớn thứ nhì của Chile

## Các nơi đến
(Tháng 3/ 2006):
- Chile

- Antofagasta
- Arica
- Balmaceda
- Calama
- Concepción
- Copiapó
- Iquique
- Pucon
- Puerto Montt
- Punta Arenas
- Santiago
- Temuco.

- Brasil

- Florianópolis (bay thuê bao)
- Porto Seguro (bay thuê bao)

- Peru

- Arequipa

- Argentina

- Iguazú
- Buenos Aires (bay thuê bao)

## Đội bay

### Đội bay đang hoạt động

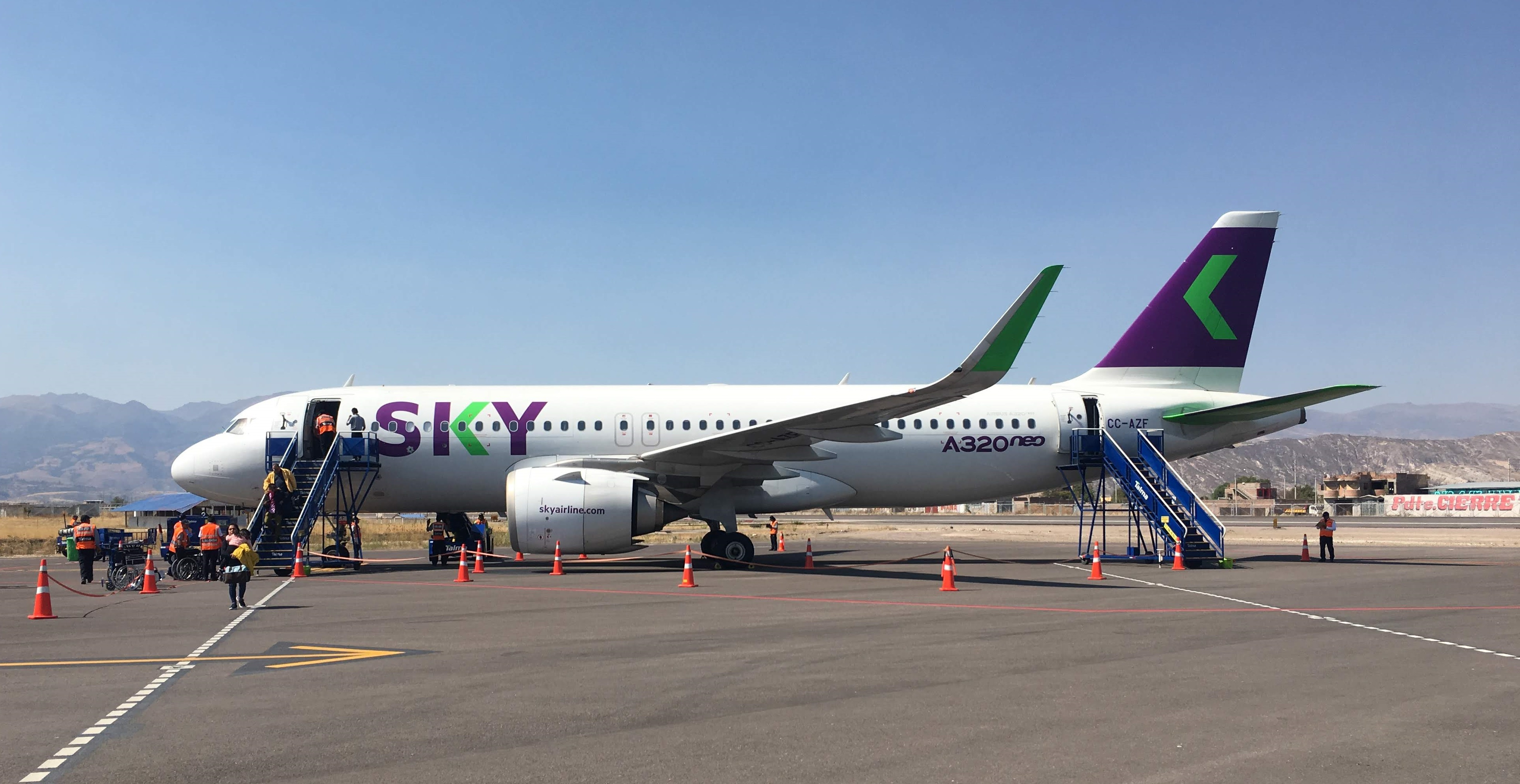
Airbus A320neo

Tính đến tháng 8/2021: